# Bernard de Quintavalle

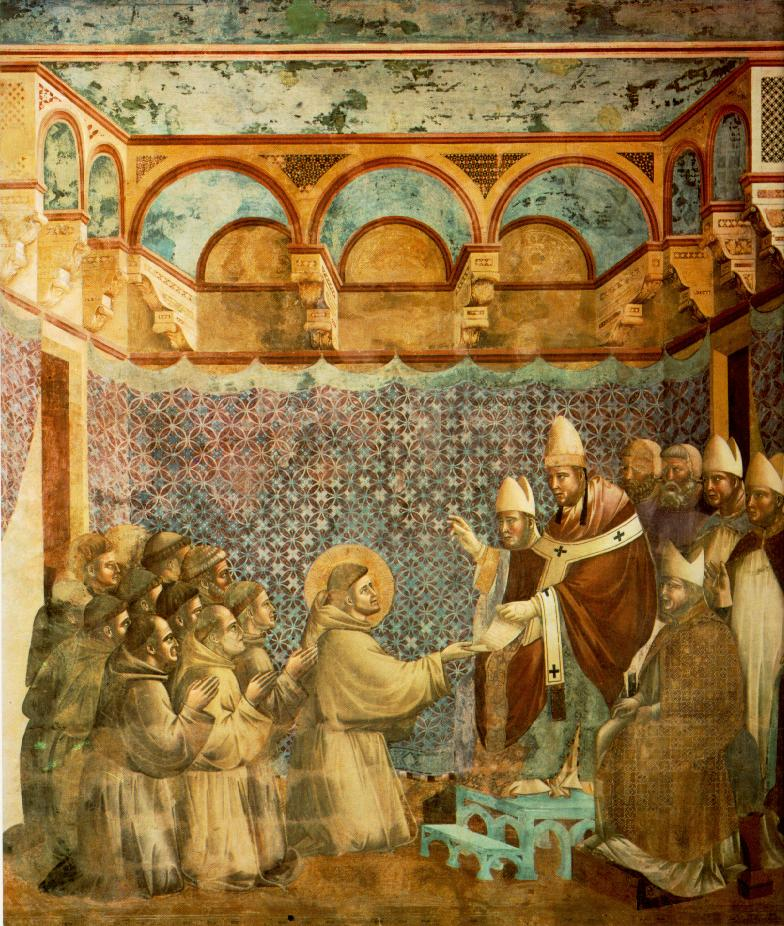
Bernard fait partie des douze premiers frères ayant demandé l'approbation de la première règle de François au pape Innocent III.

Bernard de Quintavalle (né vers 1175 à Quintavalle et mort vers 1241 à Assise) est l'un des premiers disciples, et l'un des plus fidèles et des plus proches collaborateurs de François d'Assise.

## Biographie
Issu d'une riche famille patricienne d'Assise, Bernard devient avec Pierre de Catane (de) l'un des premiers compagnons de François d'Assise. Sa famille possède de nombreux biens et il est qualifié de dominus (seigneur) avant sa conversion. Son milieu social d'origine est certainement plus élevé que celui de François.
Bernard distribue son patrimoine aux pauvres, comme le décrit Dante Alighieri dans son Paradis (XI, 79-81) : « La concorde [de François et de la Pauvreté] inspiraient des pensers si saints que le vénérable Bernard le premier se déchaussa, et courut à une si grande paix, et courant il lui semblait être lent. » Dès 1209, il se rend à Florence, sa première expédition hors de l'Ombrie, certainement avec le frère Gilles. En 1210, Bernard dirige le groupe de frères venu demander l'approbation de la première règle de François à Rome. Il est ensuite envoyé en mission à Bologne et à Florence, puis accompagne François en Espagne en 1214. Bernard meurt à Assise en 1241 et est enterré dans la basilique Saint-François d'Assise.
Il est considéré comme spirituellement le plus proche disciple de François d'Assise.

### Liens
- Notice dans un dictionnaire ou une encyclopédie généraliste :   - Dizionario biografico degli italiani